# Fritz Zuber-Bühler
Frédéric Zuber-Bühler, dit Fritz Zuber-Bühler, né le 6 novembre 1822 au Locle (Canton de Neuchâtel) et mort le 23 novembre 1896 à Paris, est un peintre académique suisse.

## Biographie
Zuber-Bühler commença par apprendre la gravure auprès de son grand-père maternel. Monté à Paris, à l’âge de seize ans, son premier professeur est son compatriote Louis Grosclaude. Après avoir étudié à l’École des Beaux-Arts, il affine ses compétences techniques avec François-Édouard Picot, qui a suivi la même lignée d’artistes contemporains que Perrault, Bouguereau et Cabanel. Il a ensuite cherché quelque temps l’inspiration en Italie en 1841. Il a peut-être également étudié à Berlin de 1843 à 1844.
Après cinq ans à l’étranger, il revient à Paris, où il a fait ses débuts au Salon de 1850. Aux Salons suivants, il a exposé des œuvres sur divers supports : peintures à l’huile, dessins, pastels et aquarelles. Il a peint des sujets mythologiques et religieux, ainsi que des portraits de commande. Son style, qui a subi l’influence de Bouguereau, Delaroche et Couture, se caractérise par le fantasme et l’amour idyllique. Connu pour ses décors oniriques, ses compositions très détaillées et un style poli, ses femmes endormies, un des thèmes romantiques idéalisés, ont fait de lui l’un des peintres victoriens les plus populaires de son époque. Aux États-Unis, il a obtenu un succès considérable à la Pennsylvania Academy of the Fine Arts où il a exposé. Il a également exposé au Salon de Paris jusqu’en 1891, date à laquelle la tradition académique européenne qu’il représentait était complètement passée de mode.
Il meurt en son domicile du 9e arrondissement de Paris au 10, rue Jean-Baptiste-Say le 23 novembre 1896.